# Nanjings tunnelbana

Animering av uppbyggnaden av Nanjings tunnelbana.

Nanjings tunnelbana är en tunnelbana i Nanjing i Jiangsu-provinsen, Kina. Tunnelbanan började byggas år 2000 och den första linjen invigdes 2005. År 2017 öppnades Linje 4 och nätet kom upp i sju linjer och en total längd på 260 kilometer vilket gjorde det till det då femte längsta tunnelbanenätet i Kina. Långsiktigt planeras fjorton linjer med sammanlagt 150 stationer.

## Linjer
|         | Linje    | Sträcka                                                     | Öppnad          | Längd    | Stationer |
| ------- | -------- | ----------------------------------------------------------- | --------------- | -------- | --------- |
|         | Linje 1  | Maigaoqiao ↔ China Pharmaceutical University                | 27 augusti 2005 | 38,9 km  | 27        |
|         | Linje 2  | Youfangqiao ↔ Jingtianlu                                    | 28 maj 2010     | 37,95 km | 26        |
|         | Linje 3  | Linchang ↔ Mozhoudonglu                                     | 1 april 2015    | 44,9 km  | 29        |
|         | Linje 4  | Longjiang ↔ Xianlinhu                                       | 18 januari 2017 | 33,75 km | 18        |
|         | Linje 10 | Andemen ↔ Yushanlu                                          | 1 juli 2014     | 21,6 km  | 14        |
|         | Linje S1 | South Railway Station ↔ Nanjing Lukou International Airport | 1 juli 2014     | 35,8 km  | 8         |
|         | Linje S8 | Taishan Village - Jinniuhu                                  | 1 augusti 2014  | 45,2km   | 17        |
| Totalt: | Totalt:  | Totalt:                                                     | Totalt:         | 258 km   | 139       |